# West Lebanon
West Lebanon és una població dels Estats Units a l'estat d'Indiana. Segons el cens del 2006 tenia 791 habitants.

## Demografia
Segons el cens del 2000, West Lebanon tenia 793 habitants, 307 habitatges, i 232 famílies. La densitat de població era de 493,8 habitants/km².
Dels 307 habitatges en un 38,4% hi vivien nens de menys de 18 anys, en un 58% hi vivien parelles casades, en un 11,7% dones solteres, i en un 24,4% no eren unitats familiars. En el 20,2% dels habitatges hi vivien persones soles el 10,1% de les quals corresponia a persones de 65 anys o més que vivien soles. El nombre mitjà de persones vivint en cada habitatge era de 2,58 i el nombre mitjà de persones que vivien en cada família era de 2,94.
Per edats la població es repartia de la següent manera: un 28% tenia menys de 18 anys, un 8,1% entre 18 i 24, un 28,6% entre 25 i 44, un 23,3% de 45 a 60 i un 12% 65 anys o més.
L'edat mediana era de 36 anys. Per cada 100 dones de 18 o més anys hi havia 96,9 homes.
La renda mediana per habitatge era de 34.844$ i la renda mediana per família de 40.139$. Els homes tenien una renda mediana de 31.250$ mentre que les dones 20.221$. La renda per capita de la població era de 15.424$. Entorn del 5,2% de les famílies i el 8,1% de la població estaven per davall del llindar de pobresa.

## Poblacions més properes
El següent diagrama mostra les poblacions més properes.